# كاتسوهيرو ناكامورا
كاتسوهيرو ناكامورا (باليابانية: 中村勝広؛ بالكانا: なかむら かつひろ) هو لاعب كرة قاعدة ياباني، ولد في 6 يونيو 1949 في كوجوكوري ‏ في اليابان، وتوفي في 23 سبتمبر 2015 في طوكيو في اليابان.

## وصلات خارجية
- كاتسوهيرو ناكامورا على موقع الدوري الياباني لكرة القاعدة (الإنجليزية)
- كاتسوهيرو ناكامورا على موقعبيزبول رفرنس.كوم (الدوري الثانوي) (الإنجليزية)